# Stachys fontqueri
Stachys fontqueri là một loài thực vật có hoa trong họ Hoa môi. Loài này được Pau miêu tả khoa học đầu tiên năm 1924.

## Hình ảnh

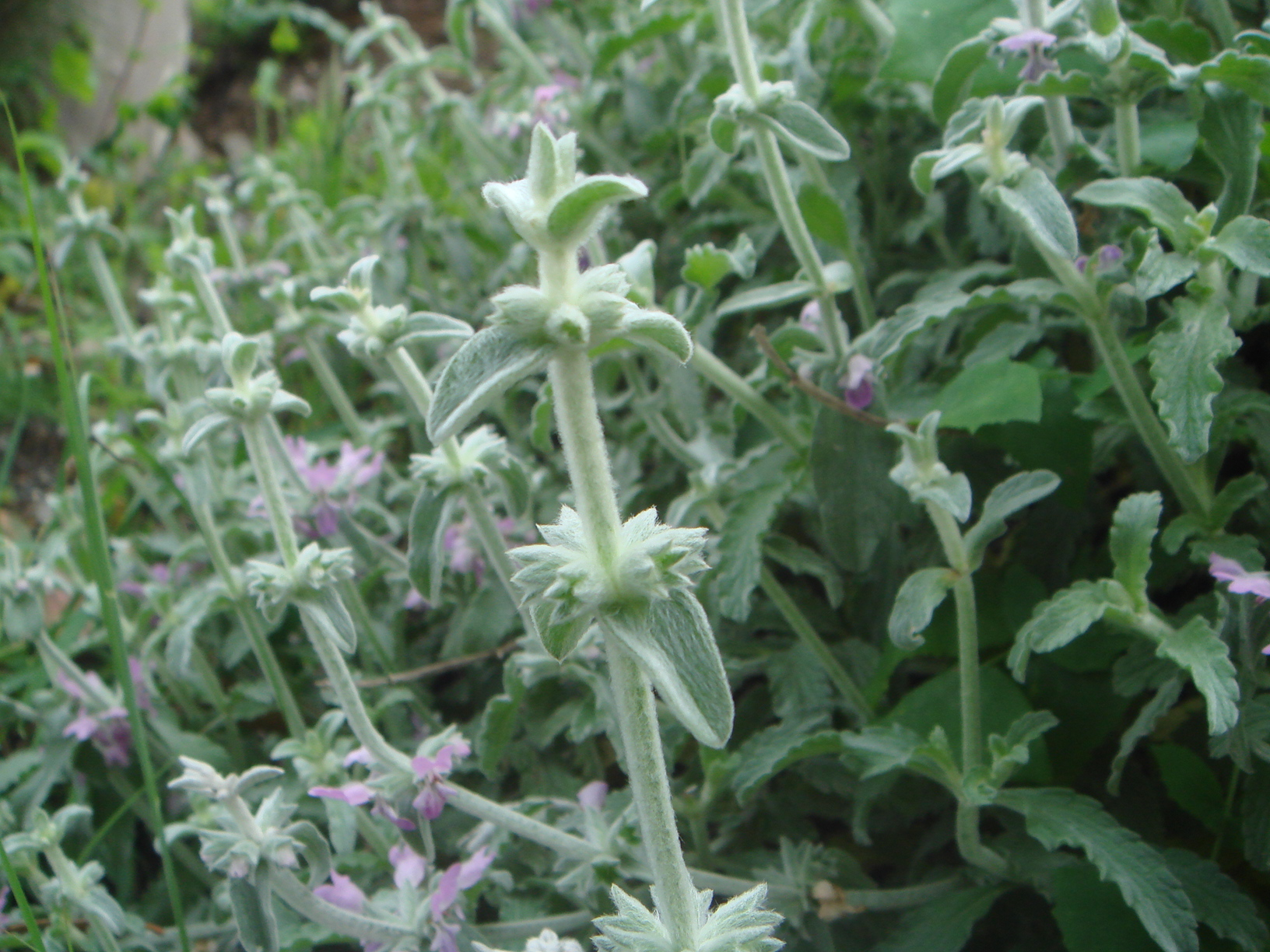
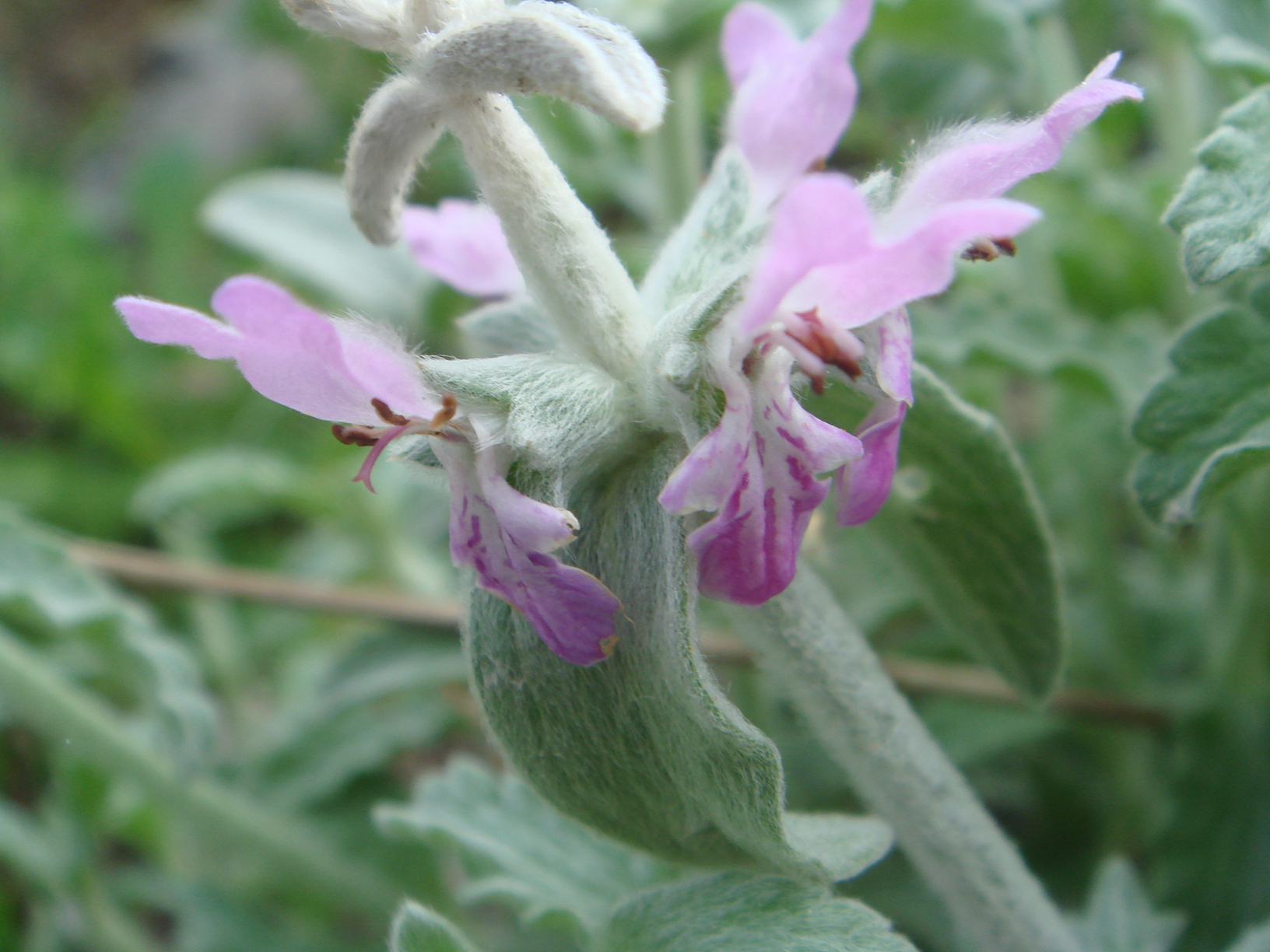
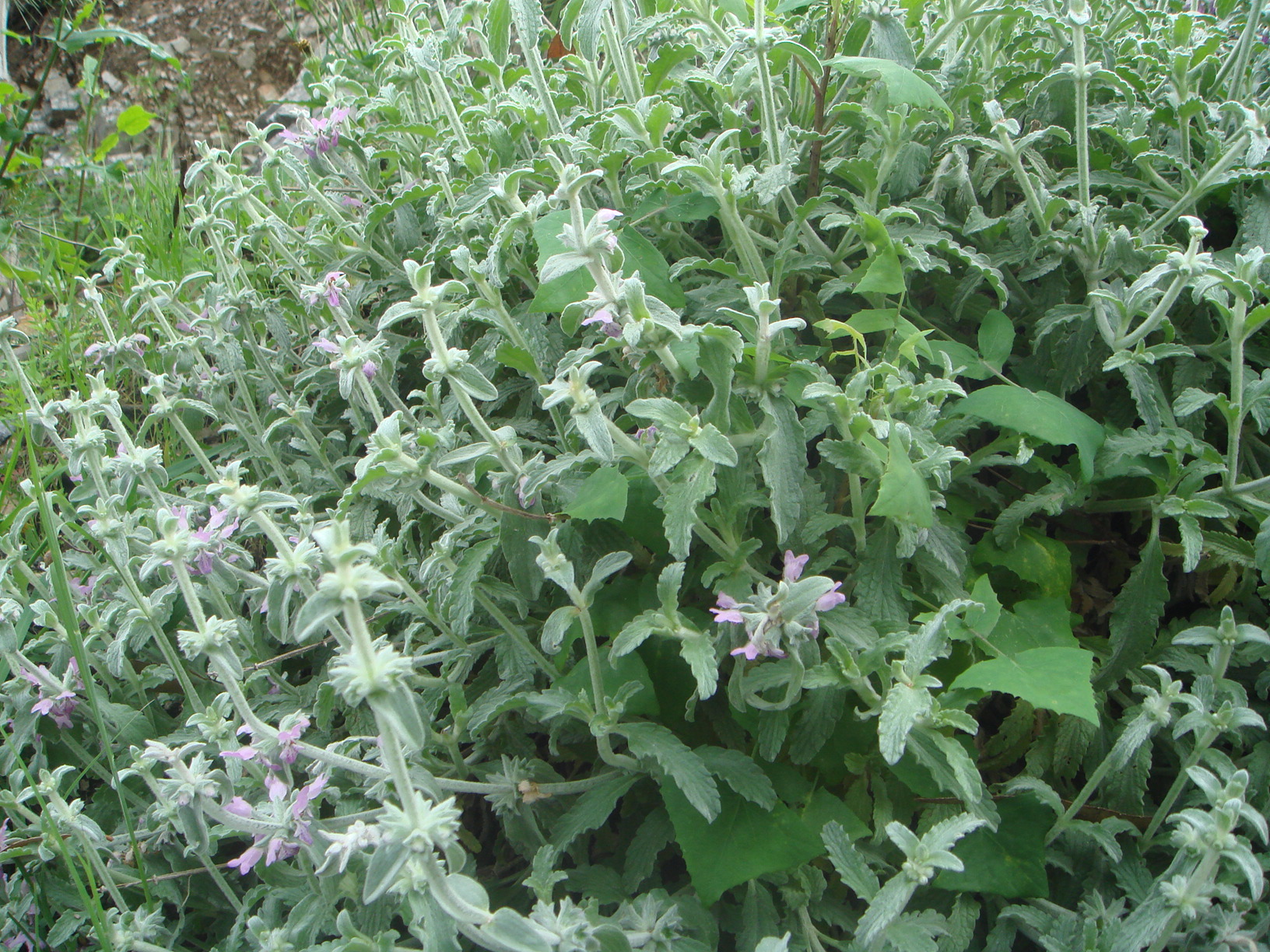